# Francisco Henriques
Francisco Henriques (actif à partir de 1506, mort à Lisbonne en 1518 ou 1519) est un peintre flamand actif à la cour de Manuel Ier, roi du Portugal.

## Biographie
Sans doute d'origine flamande, il a émigré au Portugal vers la fin du XVe siècle.
Au Portugal, il dirige un important atelier avec des collaborateurs flamands.
En 1509, il participe à la décoration de l’église Saõ Francisco (en) d'Évora et se rend dans les Flandres en 1512 afin de recruter des assistants. Frei Carlos, le Maître de Lourinhã et le Maître anonyme de l'Enfer ont peut-être fait partie de ce groupe de collaborateurs flamands.
Beau-frère du peintre portugais Jorge Afonso, il meurt de la peste à Lisbonne en 1518 ou 1519,.

## Son œuvre

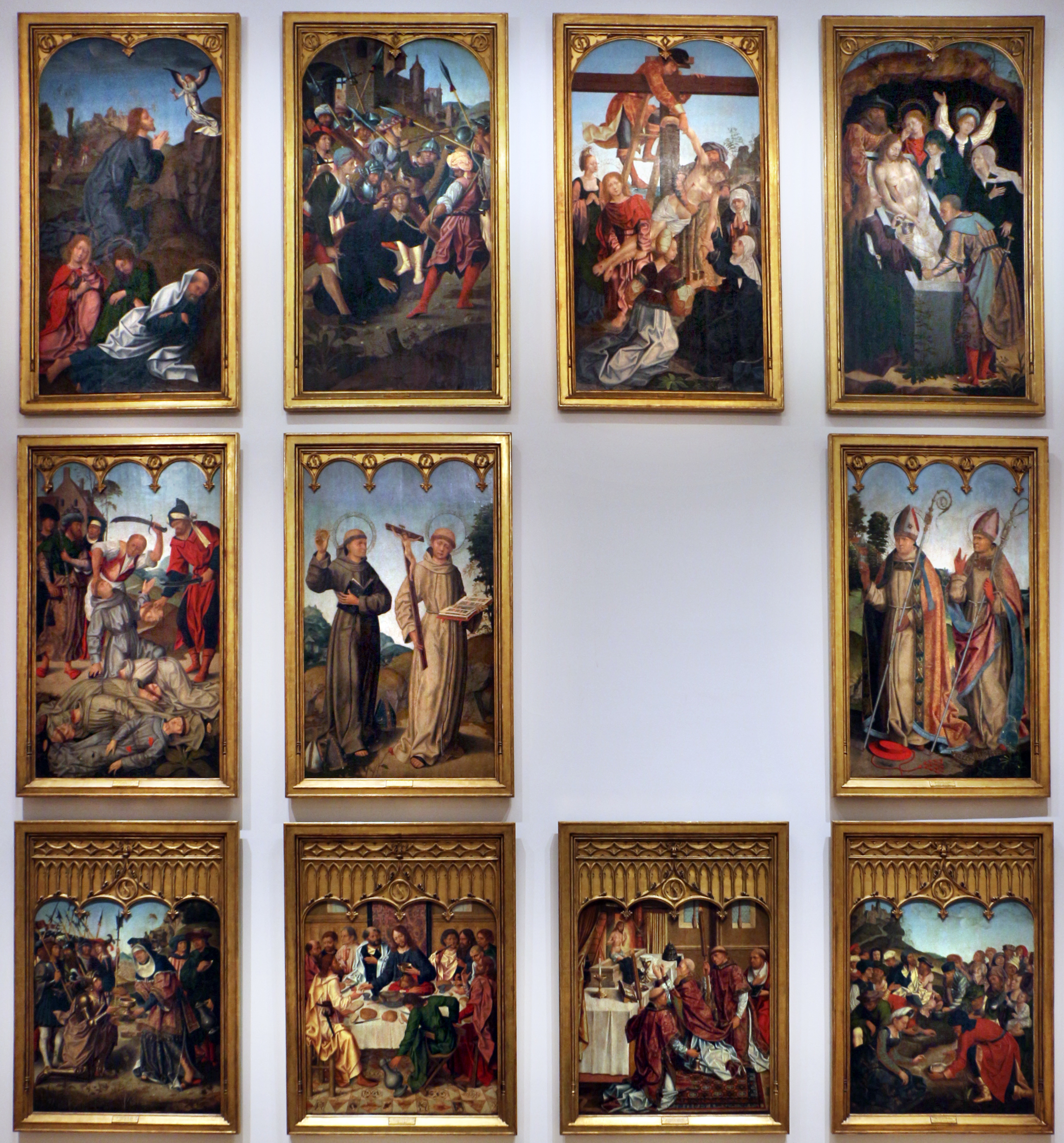
Retable de l’église Saõ Francisco d'Évora

Avec des couleurs chaudes et lumineuses, Francisco Henriques s'inscrit dans la tradition de la peinture flamande de la fin du XVe siècle, qui influence avec lui la peinture portugaise. Il est le peintre le plus important de Lisbonne avec Jorge Afonso.
Il est connu tout particulièrement pour les retables de l'église Saõ Francisco d'Évora. Onze panneaux du retable de saint François se trouvent au Museu Nacional de Arte Antiga de Lisbonne, quatre au musée d'Alpiarça et le seizième est perdu. Il a aussi peint un second retable pour une chapelle de la même église, comprenant encore une Vierge, l'Enfant, sainte Julita et saint Guerito, une Pentecôte, un Saint Côme, saint Thomas et saint Damien et un Noli me tangere, conservés au musée de Lisbonne, ainsi qu'un Prophète Daniel libérant la chaste Suzanne, au musée d'Évora.

Retable de l’église Saõ Francisco d'Évora
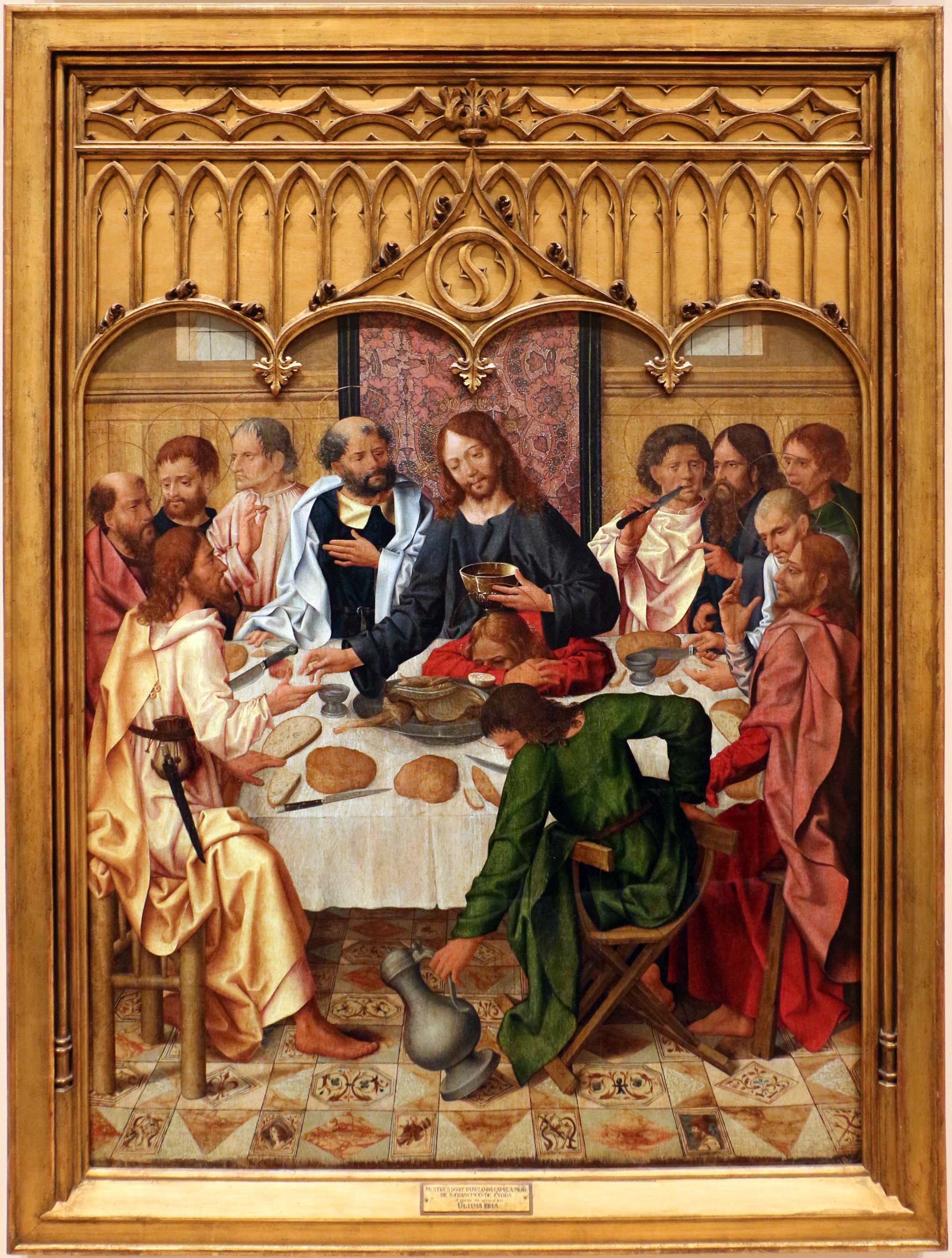
La Cène
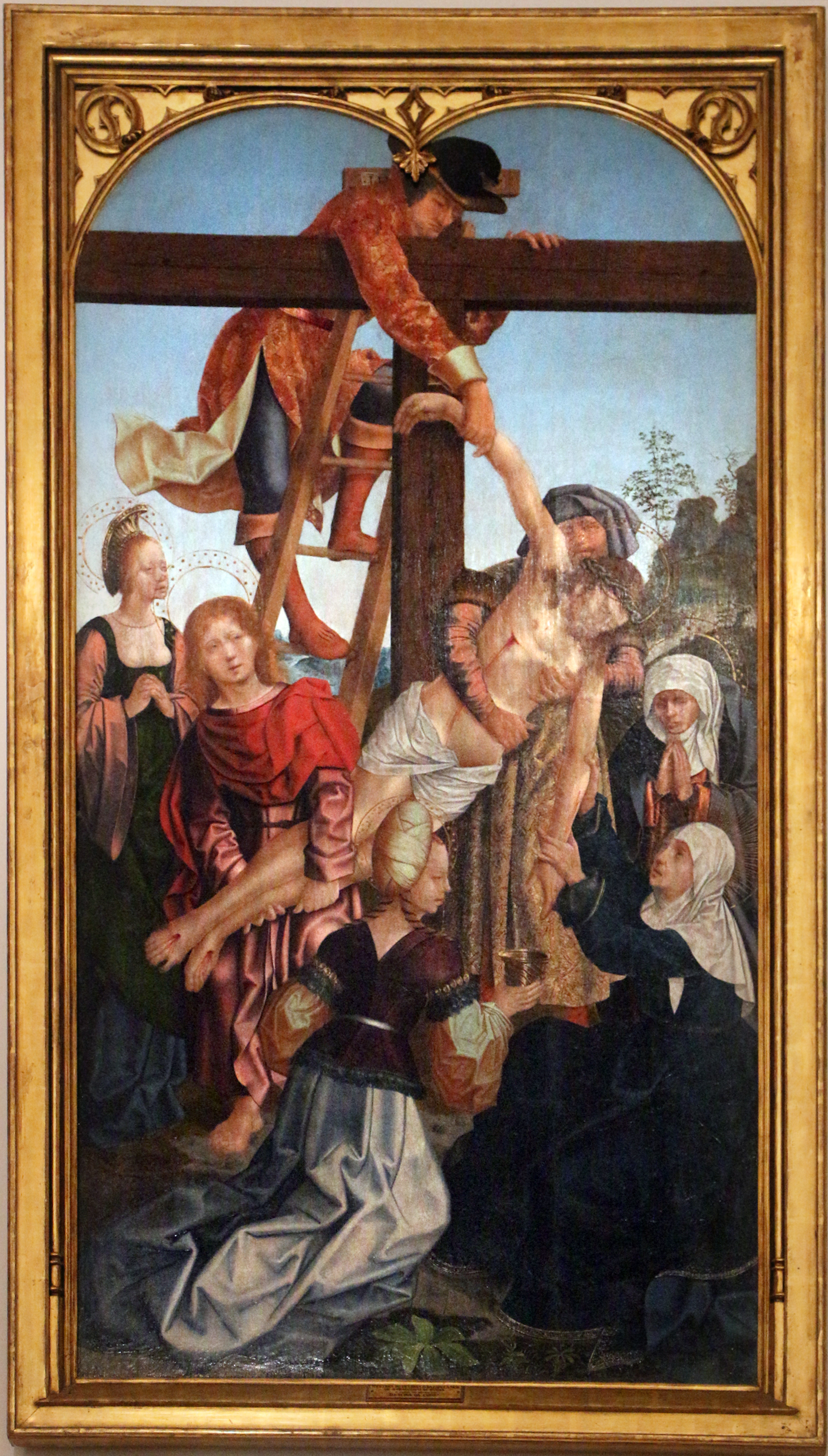
La Descente de Croix
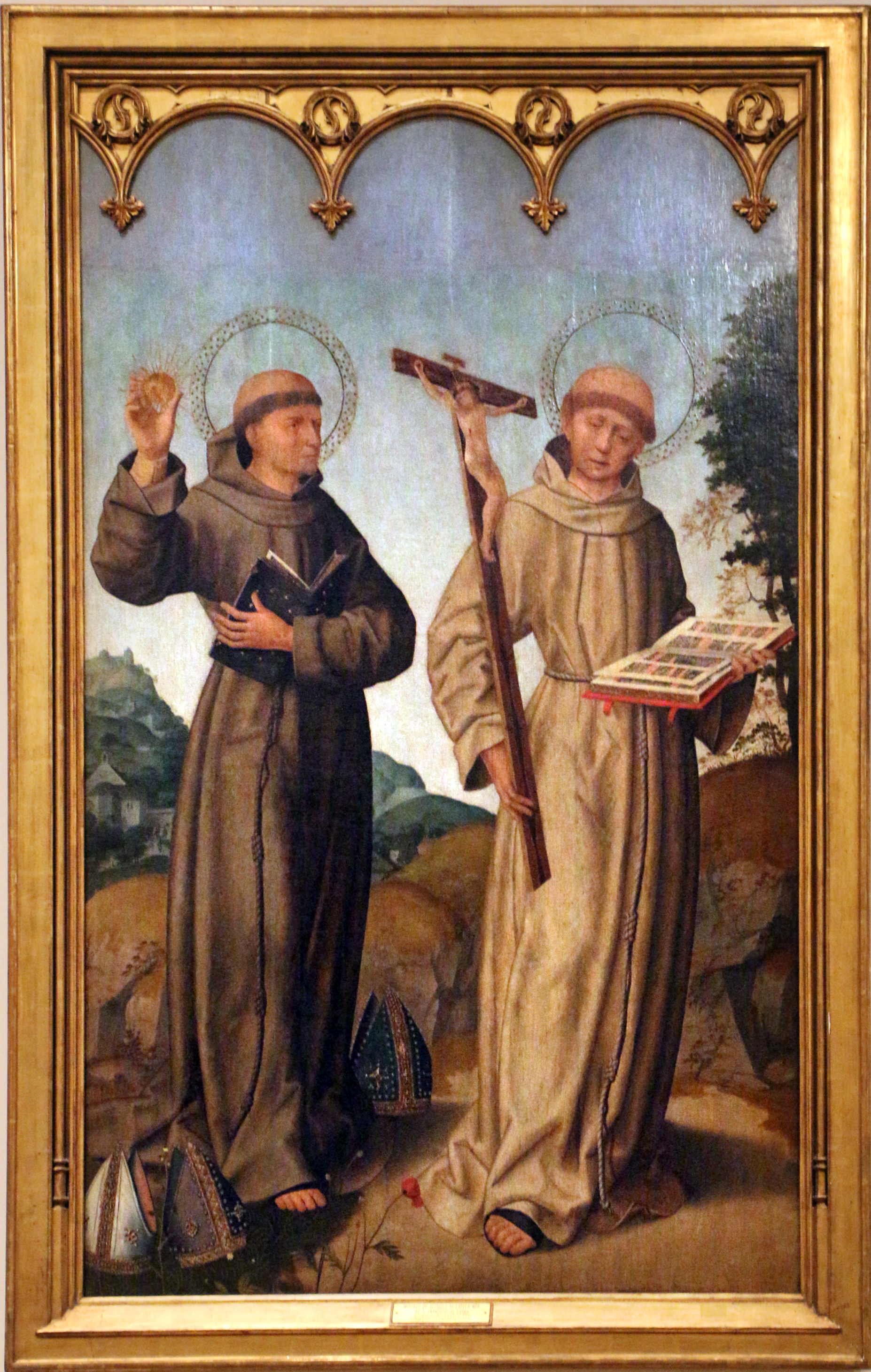
Saint Bernardin de Sienne et saint François